# Åtta dagars skilsmässa
Åtta dagars skilsmässa är en berättelse av Amanda Kerfstedt, utgiven 1908 på förlaget Nyman. Berättelsen hade dessförinnan publicerats som följetong i Svensk Damtidning.